# Erpodium madagassum
Erpodium madagassum är en bladmossart som beskrevs av Jean Édouard Gabriel Narcisse Paris och Ferdinand François Gabriel Renauld 1903. Erpodium madagassum ingår i släktet Erpodium och familjen Erpodiaceae. Inga underarter finns listade i Catalogue of Life.